# Solfito di potassio
Il solfito di potassio è il sale di potassio (avente numero di ossidazione pari a +1) dell'acido solforoso. Ha formula bruta K2SO3.
È un additivo alimentare usato come conservante col Numero E E225. Il suo uso è consentito in Australia e Nuova Zelanda, a differenza dei paesi dell'Unione europea.
Poiché è un sale che deriva da una base forte ed un acido debole, sciolto in acqua darà luogo ad un'idrolisi basica.

## Preparazione
Il solfito di potassio viene preparato facendo reagire l'anidride solforosa (SO2) con l'idrossido di potassio (KOH), secondo la reazione
{\displaystyle {\ce {SO2 + 2KOH -> K2SO3 + H2O}}}
Un altro modo per preparare il solfito di potassio consiste nella neutralizzazione dell'acido solforoso con l'idrossido di potassio:
{\displaystyle {\ce {H2SO3 + 2KOH -> K2SO3 + 2H2O}}}